# Cor-Bon/Glaser
Cor-Bon/Glaser LLC виробник боєприпасів для ручної зброї.

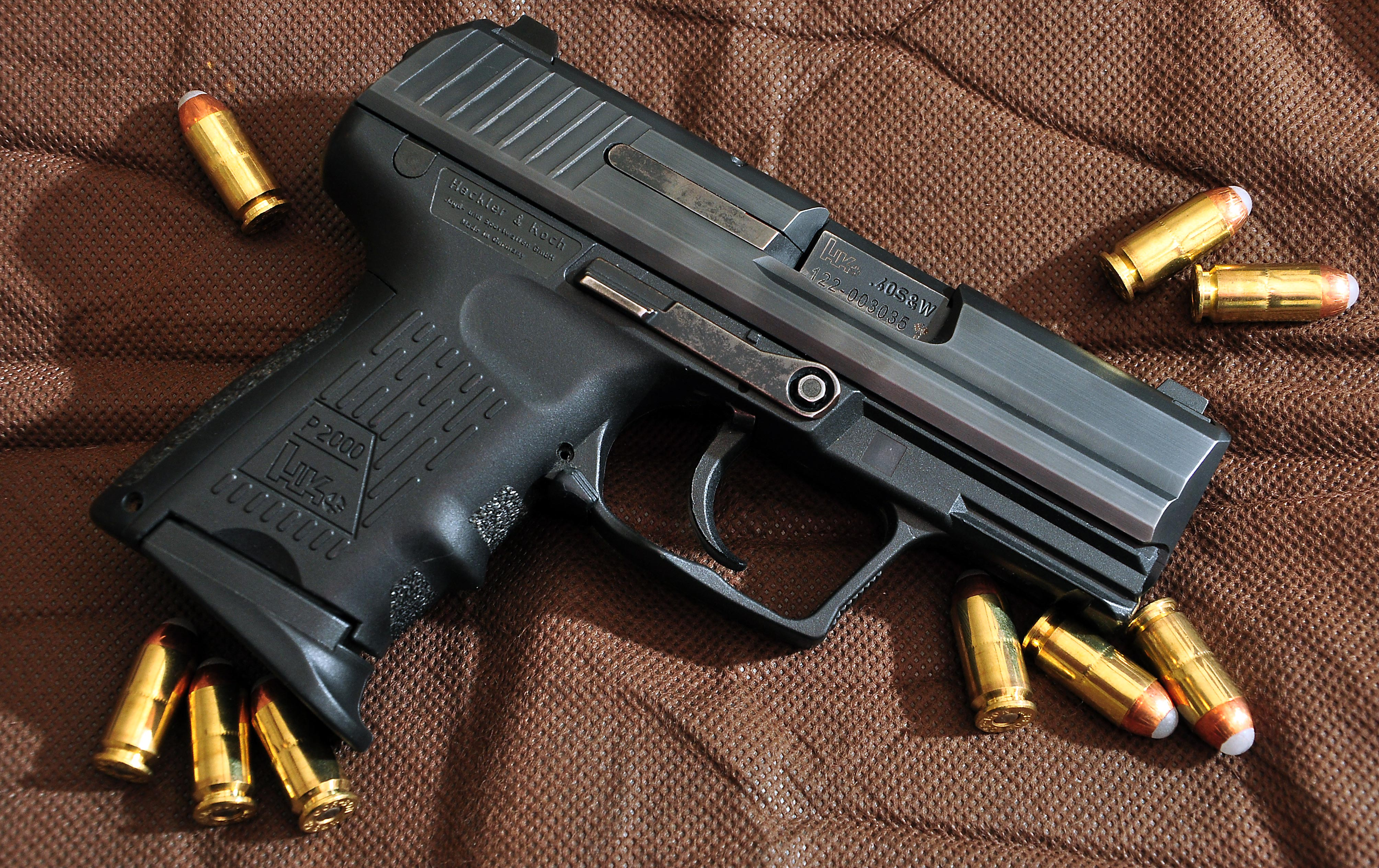
HK2000 з набоями Glaser Powerball

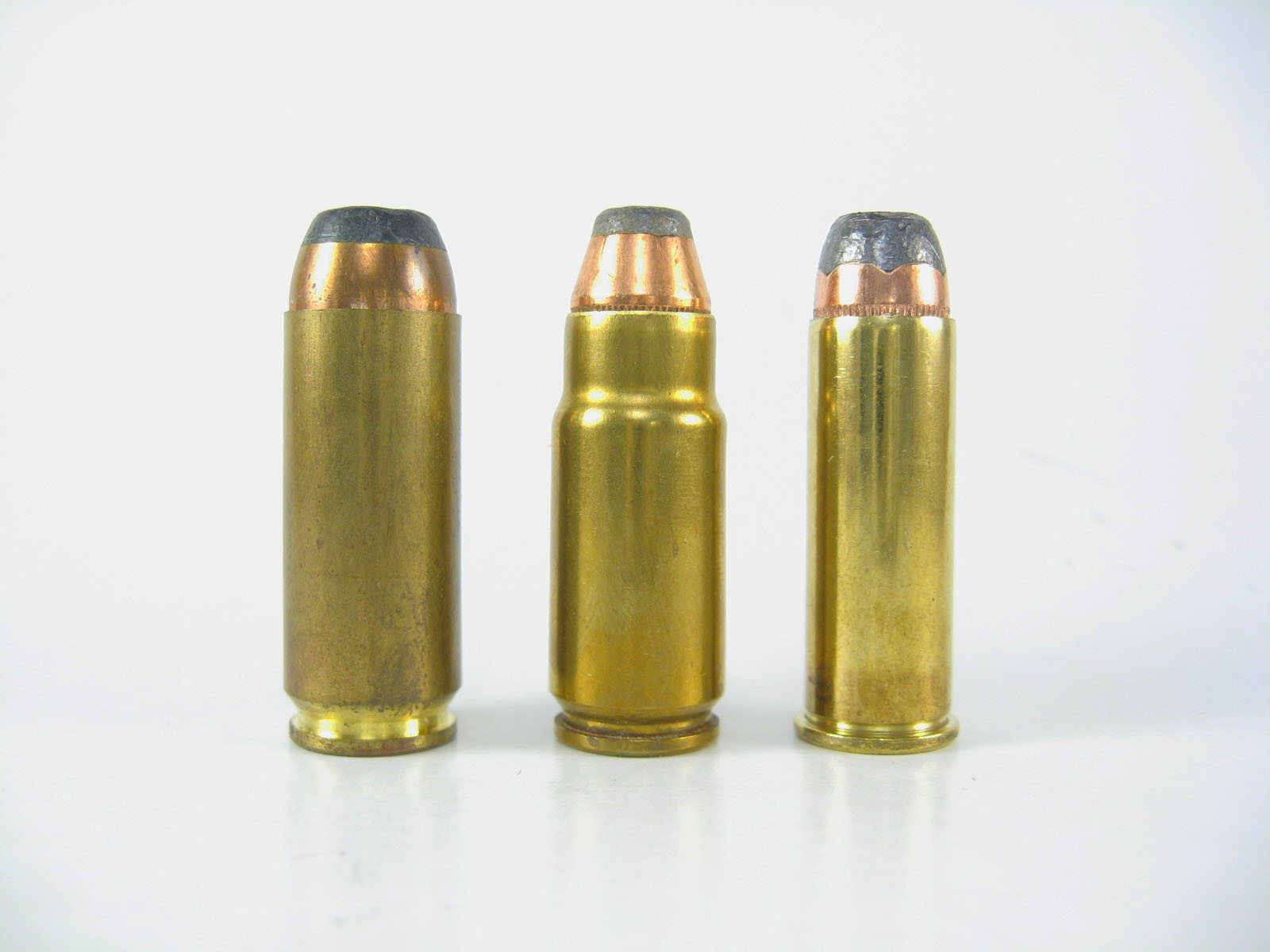
Набої .50 Action Express, .440 Cor-Bon, .44 Rem Magnum

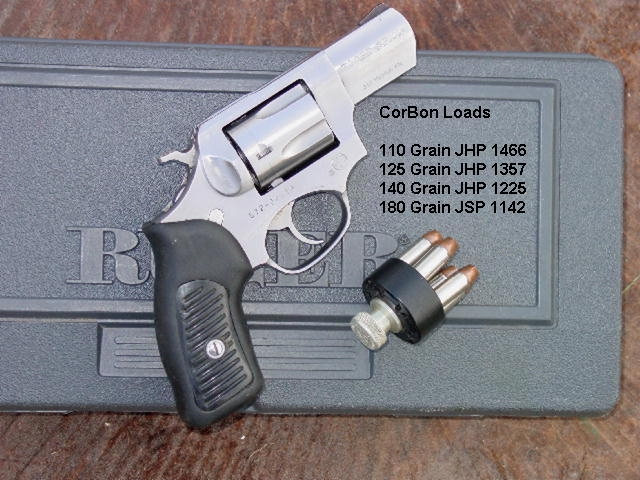
Ruger SP101, з набоями Cor-Bon

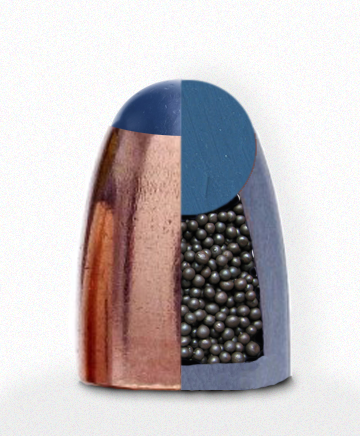
Glaser Bullet Construction

Компанія Cor-Bon/Glaser Ammunition була створена Пітером Пі старшим в 1982 році в місті Стерджис (Південна Дакота), для випуску мисливських набоїв, які на той час були невеликої якості.  Пі помітив, що порожнисті куля не розширюються та почав створювати лінійку боєприпасів з надійним розширенням кулі.

## CorBon Центр підготовки правоохоронних органів
23 червня 2011 компанія відкрила центр підготовки правоохоронних органів CorBon (CLETC) в Стерджисі, Південна Дакота. Центр мав кілька стрільбищ для навчання правоохоронців.

## Продукція
Cor-bon має кілька лінійок боєприпасів:
- Original JHP
- DPX [4]
- Performance Match
- Urban Response
- Мисливська лінійка
- Багатоцільові гвинтівкові
- Дозвукові боєприпаси

Glaser Safety Slug має кілька лінійок виробництва:
- Powerball
- Safety Slug Blue
- Safety Slug Silver

Примітка: Деякі з цих набоїв мають позначення Plus P. Їх не можна використовувати у зброї до тих пір поки не буде встановлено, що зброя може використовувати набої Plus P!

### Оригінальна продукція
Cor-Bon розробили та випускали набій .32 NAA, по суті це був набій .380 ACP де дульце гільзи стиснули до кулі .32 калібру, крім того вони розробили кишеньковий пістолет NAA Guardian .32 NAA у співпраці з компанією North American Arms (NAA). На виставці 2004 року SHOT Show, Cor-Bon та NAA представили спільну розробку набій .25 NAA.
.400 Cor-Bon це набій, який компанія Cor-Bon розробила в 1997 році. Як і набій .32 NAA, він був розроблений на основі набою .45 ACP, шляхом обтискання дульца гільзи до калібру .40.
Cor-bon належить компанії  Dakota Ammo Incorporated, виробнику зброї та боєприпасів.